# Валдай (автомобиль)
«Валдай» — российский среднетоннажный низкорамный грузовой автомобиль класса N2 категории MCV, производившийся с конца 2004 года по 2015 год и возобновлённый как «Валдай NEXT» с конца 2020 года на Горьковском автомобильном заводе. В отличие от LCV «ГАЗель» требует для управления водительских прав подкатегории C1, поскольку он превышает 3,5 тонны, но не превышает 7,5 тонн.
В 2023 году на выставке коммерческих автомобилей Comtrans-2023 в Москве было объявлено о выведении моделей "Валдай" в отдельную марку. Горьковский автомобильный завод передал права на бренд «Валдай» компании «Нижегородские грузовые автомобили». В линейку вошли автомобили Валдай-8, Валдай-12, Валдай-18, Валдай-33, Валдай-45. 

## ГАЗ-3310 «Валдай»
После развала в конце 1990-х картеля с АМО ЗИЛ Горьковский автозавод занялся созданием востребованного рынком низкорамного развозного среднетоннажного автомобиля для перевозок по дорогам улучшенных категорий. Первые образцы создавались совместно с Минским автозаводом, однако в дальнейшем минчане в одностороннем порядке отказались от поставок на ГАЗ своих кабин типа МАЗ-5336 и запустили в производство семейство 5-тонных низкорамных грузовиков МАЗ-4370 «Зубрёнок». ГАЗу пришлось самостоятельно разрабатывать кабину под имевшееся шасси. Для неё была использована силовая основа массовой кабины популярной «ГАЗели» (ГАЗ-3302). Под капотом моторного отсека, изначально рассчитанного на короткий четырёхцилиндровый двигатель, удалось путём модернизации внешних панелей и применения выступающего в кабину кожуха моторного отсека, достаточно компактно разместить рядный шестицилиндровый дизель ГАЗ-562 (лицензия Steyr). Это позволило сохранить место для второго пассажира, то есть кабина значилась как «условно трёхместная» для коротких поездок и двухместная для междугородных. Современное оформление оперения нового грузовика, получившего отраслевой индекс ГАЗ-3310, было получено за счёт применения современных сегментованных блок-фар каплевидной формы, капота и решетки радиатора изменённой формы, а также мощного интегрального бампера. Эта модель заменила на рынке ГАЗ-52 как «средний/легкий коммерческий автомобиль» компании, по классу ниже ГАЗон Next, но выше ГАЗ-3302 «ГАЗель», аналогично тому, как ГАЗ-52 был ниже ГАЗ-53 (с которым входил в одно семейство).
Опытный образец 3,5-тонного грузовика ГАЗ-3310, получившего собственное называние «Валдай», был показан на Международном Московском автосалоне 1999 года. Дорогу на конвейер «Валдаю» открыло освоение с 2003 года серийного производства каплевидных фар, применённых также для рестайлинга семейств коммерческих автомобилей «ГАЗель» и «Соболь». Для «Валдая» шасси типа ГАЗ-4301 (5-тонного дизельного грузовика) было модифицировано, полностью изменена передняя подвеска, внедрены новые передний и задний мосты, применены низкопрофильные колёса. Тормозная система была сделана только пневматической и доработана с учётом установки АБС (с перспективой применения шасси «Валдая» под автобусы). Весь набор конструкторских решений позволил создать современный грузовой автомобиль с низкой погрузочной высотой (1000 мм), достаточно комфортабельной подвеской, безопасной тормозной системой и экономичным дизельным двигателем.
В качестве силового агрегата для «Валдая» предлагались дизели ММЗ Д-245.7, ГАЗ(Steyr)-562, Cummins 3.9 140 CIV, IVECO-8143, SOFIM. По экономическим причинам предпочтение было отдано минскому Д-245.7 (122 л. с.) — модификация ГАЗ-33104. В 2006 году начат выпуск удлинённой по колёсной базе до 4 м версии ГАЗ-331041. На МИМС-2005 была показана опытная модификация ГАЗ-43483 с усиленным шасси полной массой 8,5 т и дубль-кабиной, предназначенная для междугородных перевозок в составе автопоезда, а также как шасси под перспективные модели автобусов малого класса.
На базе «Валдая» в 2004—2006 годах были созданы опытные российские автобусы малого класса КАвЗ-32081 и ПАЗ-3202, которые, впрочем, в серию так и не пошли.
При этом на Украине на шасси «Валдая» серийно выпускался малый автобус ГалАЗ-3207 и пожарные автомобили «Касатка».
В ноябре 2010 года ГАЗ объявил о начале производства 4-тонной версии (на полтонны больше, чем у прежней модификации) ГАЗ-33106 с двигателем Cummins ISF 3.8.
Ему на смену пришёл новый городской 5-тонный развозной грузовик ГАЗон NEXT в версии City с низкопрофильными колёсами и пониженной погрузочной высотой, производство которого было развёрнуто в середине 2015 года.
В последних числах декабря 2015 года с конвейера Горьковского автозавода сошел последний грузовик «Валдай».

### Модификации
- ГАЗ-3310 — базовая версия с турбодизелем ГАЗ-562 (3,13 л, 150 л. с., 420 Н•м), серийно не выпускалась;
- ГАЗ-33101 — с удлиненной базой и турбодизелем ГАЗ-562, серийно не выпускалась;
- ГАЗ-33104 — с турбодизелем ММЗ Д-245.7Е3 (Евро-3), до 2008 года Д-245.7Е2 (Евро-2);
- ГАЗ-331041 — с удлинённой базой и турбодизелем ММЗ Д-245.7Е3 (Евро-3), до 2008 года Д-245.7Е2 (Евро-2);
- ГАЗ-331042 — с удлинённой базой и турбодизелем ММЗ Д-245.7Е3 (Евро-3), до 2008 года — Д-245.7Е2 (Евро-2);
- ГАЗ-331043 — с удлинённой базой, дубль-кабиной и турбодизелем ММЗ-245.7Е3 (Евро-3), до 2008 года — Д-245.7Е2 (Евро-2);
- ГАЗ-33106 — с турбодизелем Cummins ISF (3,76 л, максимальная мощность 152 л. с., МКМ=491 Н·м, Евро-3). Серийно с ноября 2010 года, ранее под данным индексом значилась экспортная версия с турбодизелем Cummins 3.9 140 CIV (3,9 л, 141 л. с., 446 Н•м, Евро-4);
- ГАЗ-331061 — с удлиненной базой с турбодизелем Cummins ISF, ранее 3.9 140 CIV;
- ГАЗ-331063 — с удлиненной базой и двумя спальными местами, дубль-кабиной и турбодизелем Cummins ISF, ранее 3.9 140 CIV;
- ГАЗ-33104В — седельный тягач (производство фирмы «Чайка-Сервис» под заказ) для работы с бортовым полуприцепом;
- ГАЗ-43483 — опытная модификация с усиленной подвеской шасси, полной массой 8,5 т и дубль-кабиной;
- САЗ-2505 — самосвал с задней разгрузкой на шасси ГАЗ-33104, объем кузова 3,78 м³, грузоподъемность 3 т;
- САЗ-2505-10 — самосвал с трехсторонней разгрузкой на базе шасси ГАЗ-33104, объем кузова 5 м³, грузоподъемность 3,18 т;
- САЗ-3414 — седельный тягач для работы с бортовым полуприцепом САЗ-9414 (производство под заказ)

- Грузовик для транспортировки ядерных отходов
- Аварийно-спасательная техника на базе ГАЗ-33106
- Пожарная машина «Касатка»
- Полицейский водомёт «Гроза» на базе ГАЗ-33104
- Эвакуатор
- Мобильные комплексы информирования и оповещения населения

### ГАЗ-33104
- Двигатель — ММЗ Д-245.7Е-3
- Тип двигателя — рядный, 4-цилиндровый, 4-тактный дизельный двигатель с жидкостным охлаждением, с турбонаддувом и охладителем наддувочного воздуха, с непосредственным впрыском топлива.
- Рабочий объём, л — 4,75
- Степень сжатия — 15,1
- Номинальная мощность кВт (л. с.)/(об/мин) — 87,5 (119) / 2400
- Максимальный крутящий момент, Н·м / (об/мин) — 420 / 1400
- Снаряженная масса, кг — 3545
- Полная масса, кг — 7400
- Максимальная скорость, км/ч — 95
- Время разгона до 80 км/ч, секунд — 45
- Средний расход топлива, л/100 км (по ГОСТ 20306-90)
  - при скорости 60 км/ч — 13
  - при скорости 80 км/ч — 18

### ГАЗ-33106
- Двигатель — Cummins ISF
- Тип двигателя — рядный, 4-цилиндровый, 4-тактный дизельный двигатель с жидкостным охлаждением, с турбонаддувом и охладителем наддувочного воздуха, с непосредственным впрыском топлива.
- Рабочий объём, л — 3,76
- Степень сжатия — н.д.
- Номинальная мощность кВт (л. с.)/(об/мин) — 111 (152) / 2600
- Максимальный крутящий момент, Н·м / (об/мин) — 491 / 1200—1900
- Снаряженная масса, кг — 3350
- Полная масса, кг — 7400
- Максимальная скорость, км/час — 105
- Время разгона до 80 км/ч, секунд — 40
- Средний расход топлива, л/100 км (по ГОСТ 20306-90)
  - при скорости 60 км/ч — 12
  - при скорости 80 км/ч —

## Валдай NEXT
Ближе к концу 2020 года производство автомобилей «Валдай» возобновили под названием «Валдай NEXT». Рама, мосты и подвеска остались частично от «Валдая» первого поколения, однако кабина и салон взяты от китайской модели Foton Ollin.
В заднем мосту установлены кромочные манжеты. Сам он с гипоидной главной передачей, передаточное число главной пары — 6,6. Грузовик оборудован стабилизаторами поперечной устойчивости на передней и задней осях. Тормозная система пневматическая, WABCO. Точно такая же применяется на «ГАЗон NEXT». Тормоза всех колёс дисковые, есть система курсовой устойчивости, ABS и система помощи при старте в гору.
Благодаря своей конструкции «Валдай NEXT» отличается небольшим радиусом поворота 6,2 метров. Бескапотная компоновка позволила увеличить монтажный размер рамы на 1,1 м, что увеличило на 5 м3 объём перевозимого груза.

###### Характеристики
- Двигатель — Cummins ISF
- Тип двигателя — рядный, 4-цилиндровый, 4-тактный дизельный двигатель с жидкостным охлаждением, с турбонаддувом и охладителем наддувочного воздуха, с непосредственным впрыском топлива.
- Рабочий объём, л — 2,8
- Степень сжатия — н.д.
- Номинальная мощность кВт (л. с.)/(об/мин) — 111 (133) / 3400
- Максимальный крутящий момент, Н·м / (об/мин) — 353 / 1200—1900
- Снаряженная масса, кг — 3350
- Полная масса, кг — 6700
- Максимальная скорость, км/час — 110
- Время разгона до 80 км/ч, секунд — 40
- Средний расход топлива, л/100 км (по ГОСТ 20306-90)
  - при скорости 60 км/ч — 12
  - при скорости 80 км/ч — 15

### Модификации «Валдай NEXT»
- ГАЗ C49RD2 — Бортовая платформа с колёсной базой 3310 мм
- ГАЗ C49RF2 — Бортовая платформа с колёсной базой 4000 мм
- ГАЗ C4ARD2 — Евро борт, промтоварный фургон или изотермический фургон с колёсной базой 3310 мм.
- ГАЗ C4ARF2 — Евро борт, промтоварный фургон или изотермический фургон с колёсной базой 4000 мм.

## Валдай 8
VALDAI 8 (Валдай 8) — это обновлённая версия VALDAI NEXT с увеличенной грузоподъёмностью и другим двигателем. Индекс 8 обозначает новую полную массу — округленные 7490 килограмм.

###### Характеристики
- Двигатель — G 2.5
- Тип двигателя — рядный, 4-цилиндровый дизельный двигатель
- Рабочий объём, л — 2,5
- Номинальная мощность кВт (л.с)/мин — 110 (149,6) при 3000 об/мин
- Максимальный крутящий момент, Нм/мин — 420 при 1400-2300 об/мин
- Коробка передач — механическая, 6-ступенчатая ГАЗ
- Снаряженная масса, кг — 3500
- Полная масса, кг — 7490
- Колёсная база, мм — 3310